# Don’t Tap the Glass
Don't Tap the Glass (zapis stylizowany na DON'T TAP THE GLASS) – dziewiąty album studyjny amerykańskiego rapera Tylera, the Creatora, wydany 21 lipca 2025 nakładem wytwórni Colubmia Records.
Album nie ma zawiera poprzedzających singli i został zapowiedziany 3 dni przed jego premierą na trasie koncertowej Tylera, Chromakopia: The World Tour.

## Tło i wydanie
W 2024, Tyler, the Creator wydał ósmy album studyjny Chromakopia, któremu towarzyszyła trasa koncertowa, Chromakopia: The World Tour, na której podczas koncertu, który się odbywał 18 lipca 2025 roku w Barclays Center został użyty poraz pierwszy tytuł albumu, za pomocą instalacji artystycznej, z postacią w wyraźnym pudełku, z napisanym tytułem na pudełku. Podobna instalacja również się pojawiła w World Trade Center. Tyler, który zapowiadał coś zaplanowanego na 21 lipca, również krzyknął tytuł albumu w tłum. Po koncercie, strona internetowa Golf Wang została zaktualizowana wraz z nowymi towarami w sprzedaży — zawierający płyty winylowe, koszulki i czapki, na których była marka albumu. 19 lipca, powstała strona internetowa donttaptheglass.com, która promowała album i sprzedawała rzeczy z nim związane, które wcześniej pojawiły się na stronie internetowej Golf Wang.
19 lipca 2025, lista utworów z albumu została przesłana dalej na Twitterze przez magazyn Complex, na której pojawili się tacy goście jak Kendrick Lamar, Earl Sweatshirt oraz inni. Post zyskał popularność wsród fanów, dopóki Tyler nie odpowiedział na niego, gdzie odpowiedział że lista utworów jest fałszywa; Complex usunał tweeta oraz przeprosił. Tyler również zaprzeczył spekulacjom, że jego album będzie albumem koncepcyjnym.
Album Don't Tap the Glass został wydany 21 lipca 2025 roku, nakładem Columbia Records.

## Promocja
21 lipca 2025 roku, kilka godzin po wydaniu albumu, Tyler, the Creator wydał teledysk do piosenki "Stop Playing with Me", w którym pojawiły się kilka cameo od Clipse, LeBron'a Jamesa oraz Maverick'a Cartera.

## Kompozycja
Don't Tap the Glass został opisany przez dziennikarzy jako hip-hopowy, taneczny, house, funk i techno album. Don't Tap the Glass również został opisany jako najkrótszy album studyjny w całej dyskografii Tylera, the Creatora, który wynosi 28 minut i 30 sekund.
Otwierający utwór "Big Poe" sampluje utwór "Roked" od Shye Ben Tzur na samym początku utworu i sampluje utwór "Pass the Courvoisier, Part II" od Busta Rhymes. Ostatni utwór "I'll Take Care of You" sampluje utwór "Cherry Bomb" od Tylera, the Creatora i "Knuck If You Buck" od Crime Mob.

## Odbiór krytyczny
Don't Tap the Glass został ogólnie pozytywnie oceniony przez krytków. Na Metacritic, albumowi jest przyznana ocena 79/100, na podstawie 5 opinii krytyków.

## Lista utworów
Wszystkie utwory zostały wyprodukowane przez Tylera, the Creatora.
1. "Big Poe" (gościnnie: Pharrell Williams pod pseudonimem Sk8brd)
2. "Sugar on My Tongue"
3. "Sucka Free"
4. "Mommanem"
5. "Stop Playing with Me"
6. "Ring Ring Ring"
7. "Don't Tap That Glass / Tweakin'"
8. "Don't You Worry Baby" (gościnnie: Madison McFerrin)
9. "I'll Take Care of You" (gościnnie: Yebba)
10. "Tell Me What It Is"